# Memoriał Kazimierza Araszewicza
Memoriał Kazimierza Araszewicza – turniej żużlowy, mający na celu upamiętnienie polskiego żużlowca Kazimierza Araszewicza, który zginął tragicznie w 1976 roku. Zawody organizowane są przez KS Toruń.

## Lista zwycięzców
| Edycja | Rok  | 1. miejsce                         | 2. miejsce                        | 3. miejsce                     | Uwagi  |
| ------ | ---- | ---------------------------------- | --------------------------------- | ------------------------------ | ------ |
| 1.     | 1978 | Lillebror Johansson                | Wiesław Patynek                   | Andrzej Huszcza                |        |
| 2.     | 1979 | Wojciech Żabiałowicz               | Jerzy Rembas                      | Roman Jankowski                |        |
| 3.     | 1980 | Tadeusz Wiśniewski                 | Adam Olkiewicz                    | Marek Makowski                 |        |
| 4.     | 1981 | Mirosław Berliński                 | Herbert Karwat                    | Maciej Jaworek                 | [ 1 ]  |
| 5.     | 1982 | Maciej Jaworek                     | Grzegorz Szymko                   | Roman Fedeczko                 | [ 2 ]  |
| 6.     | 1983 | Wojciech Załuski                   | Krzysztof Grzelak                 | Zenon Kasprzak                 | [ 1 ]  |
| 7.     | 1996 | Maciej Jąder                       | Andrzej Szymański                 | Paweł Nizioł                   | [ 3 ]  |
| 8.     | 1997 | Robert Kościecha                   | Rafał Okoniewski                  | Mariusz Franków                | [ 3 ]  |
| 9.     | 1998 | Robert Kościecha                   | Krzysztof Pecyna                  | Robert Dados                   | [ 4 ]  |
| 10.    | 1999 | Roman Chromik                      | Mariusz Fierlej                   | Michał Aszenberg               | [ 5 ]  |
| 11.    | 2000 | Jarosław Hampel                    | Mariusz Węgrzyk                   | Tomasz Chrzanowski             | [ 1 ]  |
| 12.    | 2001 | Robert Miśkowiak                   | Tomasz Chrzanowski                | Tomasz Gapiński                | [ 6 ]  |
| 13.    | 2003 | Janusz Kołodziej                   | Krzysztof Kasprzak                | Michał Rajkowski               | [ 7 ]  |
| 14.    | 2004 | Karol Ząbik                        | Adrian Miedziński                 | Krystian Klecha                | [ 6 ]  |
| 15.    | 2005 | Adrian Miedziński                  | Janusz Kołodziej                  | Marcin Jędrzejewski            | [ 8 ]  |
| 16.    | 2006 | Karol Ząbik                        | Paweł Hlib                        | Krzysztof Buczkowski           | [ 8 ]  |
| 17.    | 2018 | Kamil Kiełbasa Bartłomiej Kowalski | Marcin Kościelski Aleks Rydlewski | Marcin Turowski Karol Żupiński | [ 9 ]  |
| 18.    | 2023 | Olivier Buszkiewicz                | Kevin Małkiewicz                  | Antoni Kawczyński              | [ 10 ] |